# Schelch

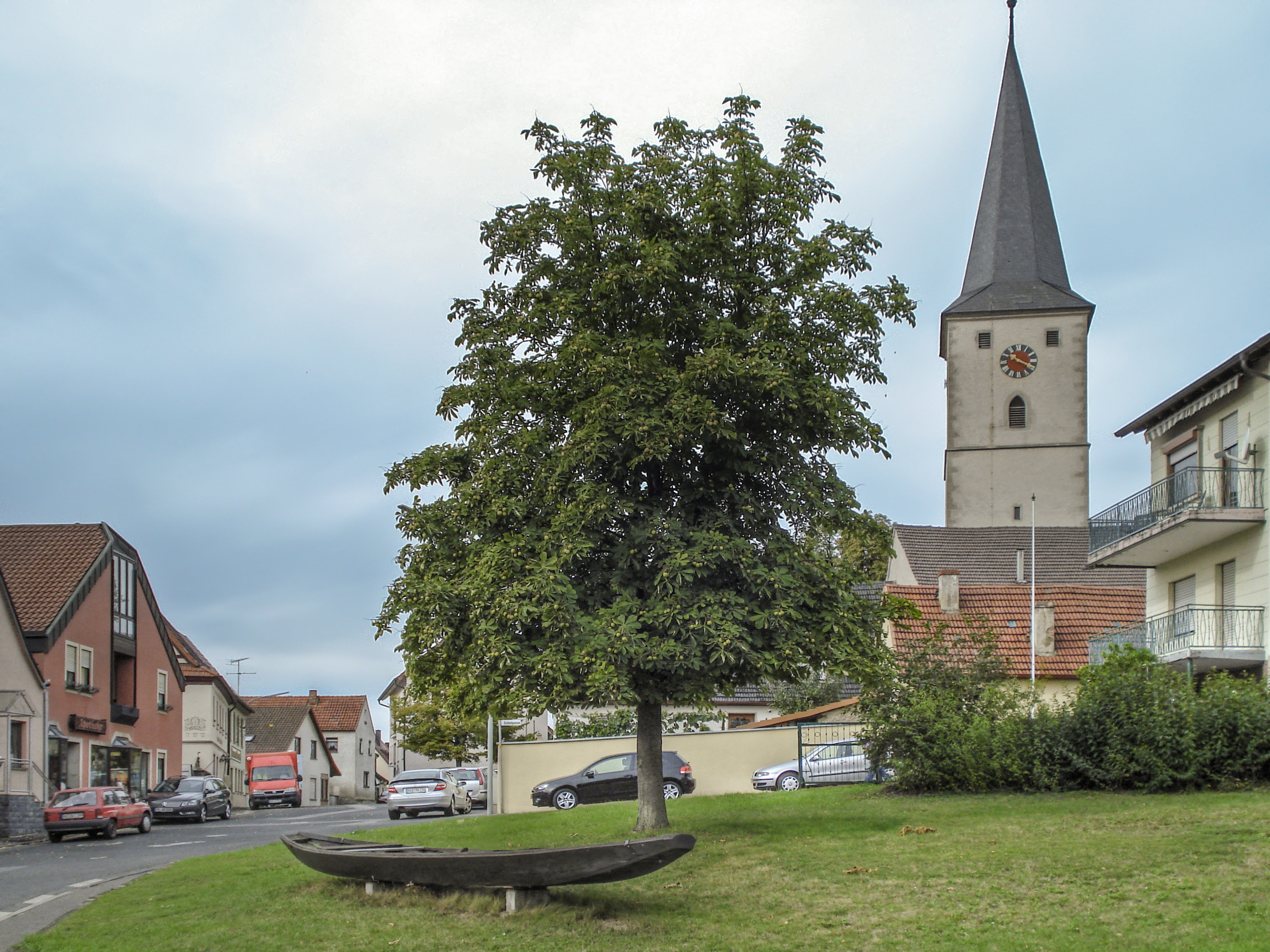
Ein Schelch in Knetzgau

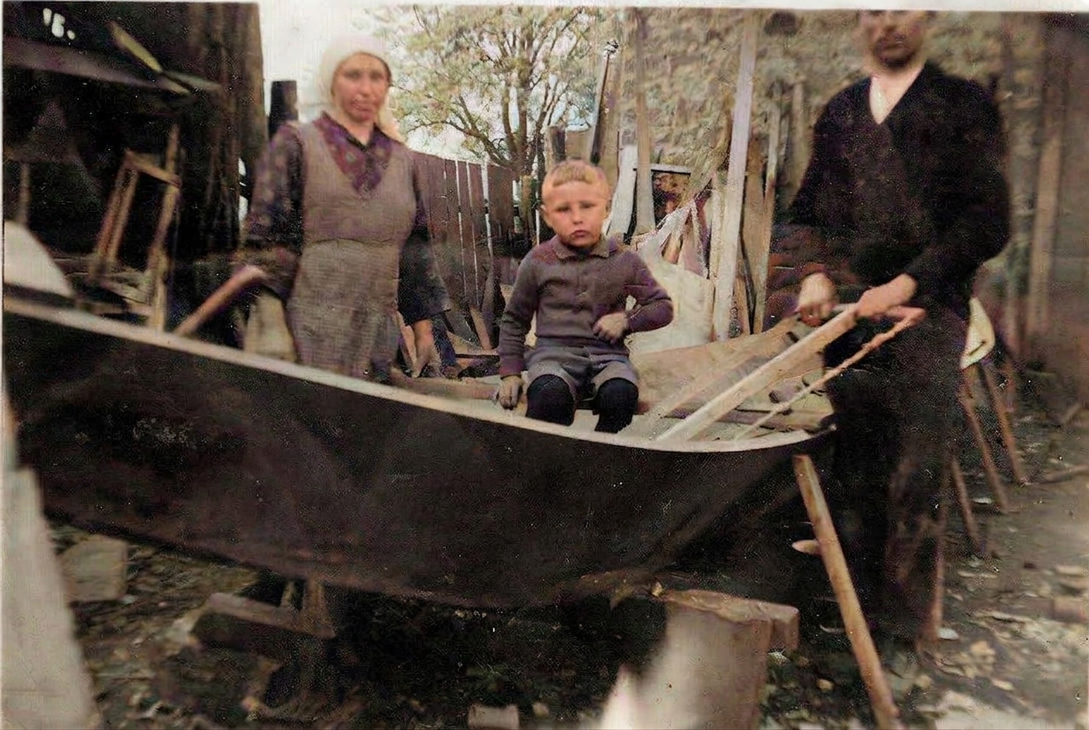
Schelchbau in Knetzgau 1935 (Familie Peter Keidel)

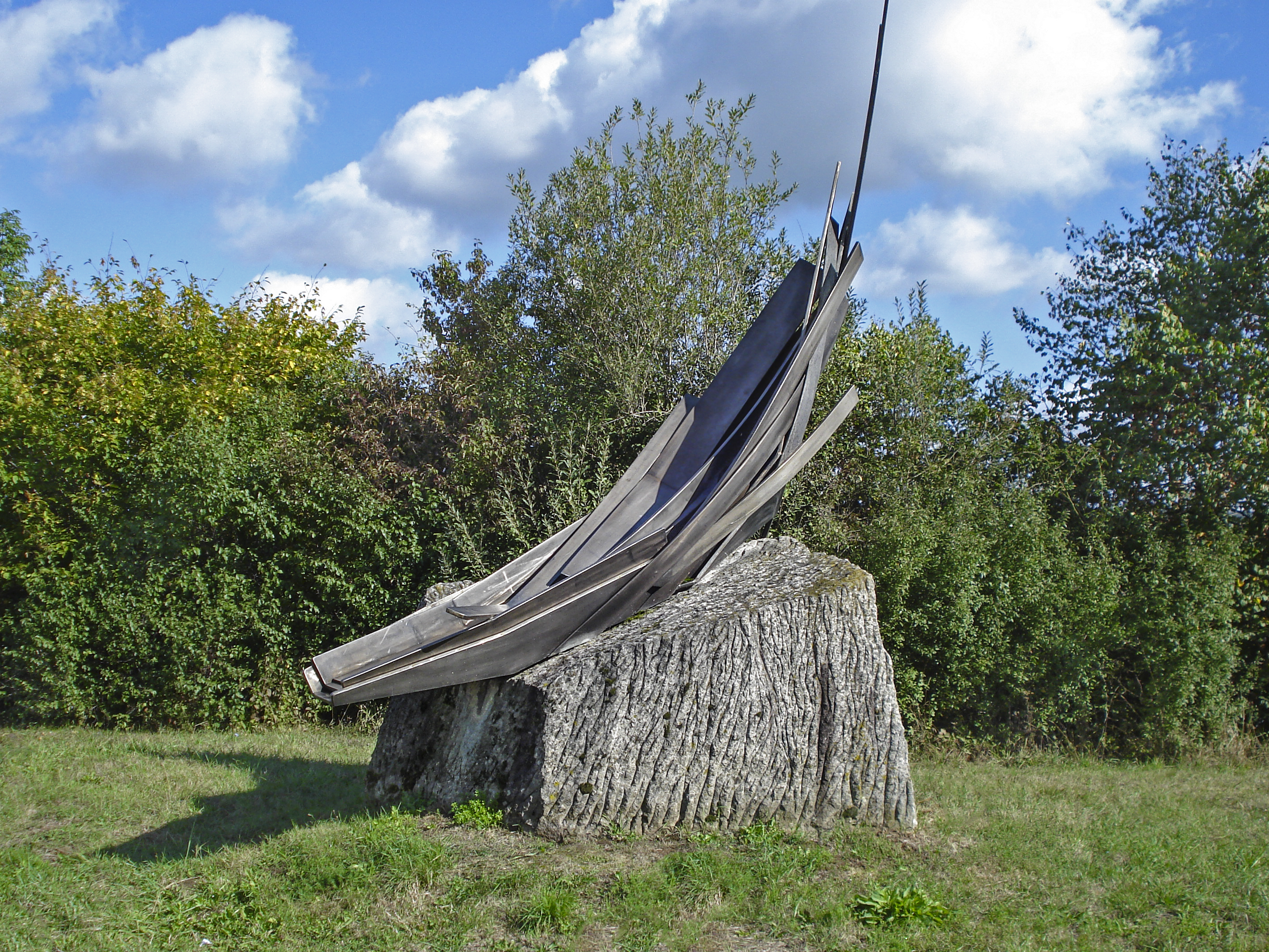
Das Main-Schelch-Denkmal in Knetzgau

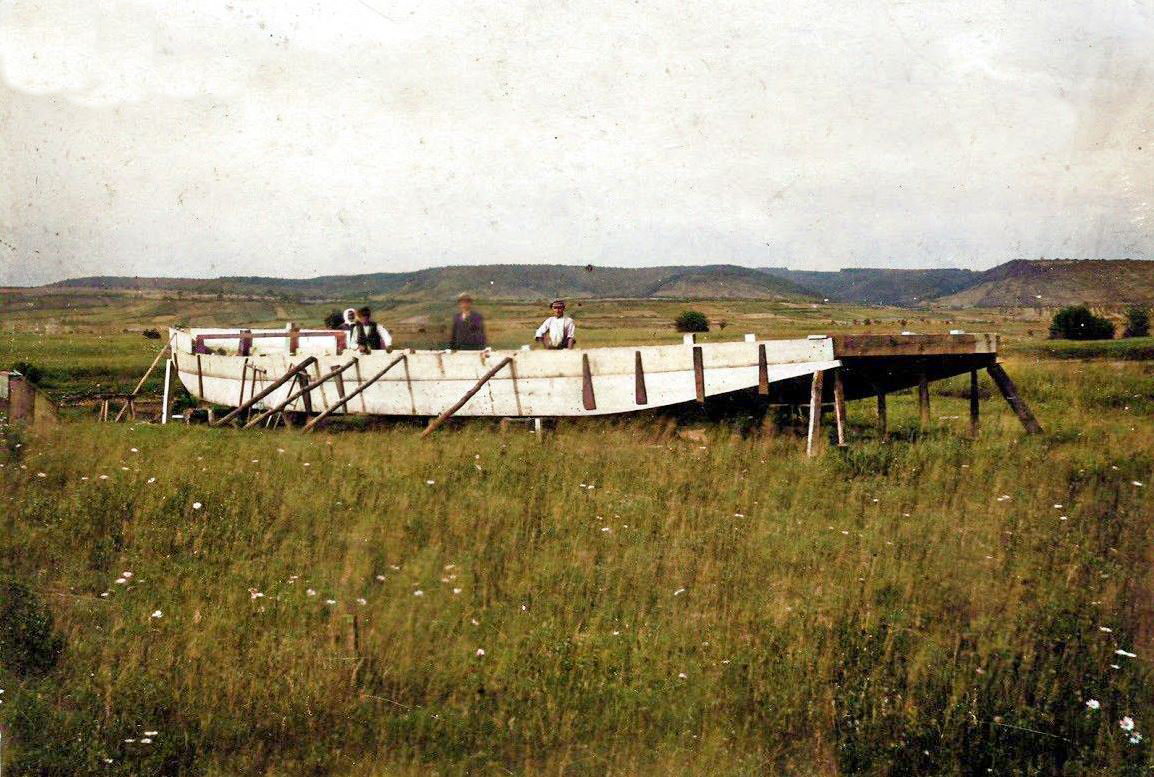
Schelchbau in Knetzgau 1933

Als Schelch bezeichnet man historische, früher auf dem Main und der Werra übliche Schiffstypen mit ungedecktem Laderaum, einer Länge von 12 bis 20 Metern und 400 bis 1200 Kilogramm Tragfähigkeit. Modelle von Schelchen können unter anderem im Schifffahrts- und Schiffbaumuseum Wörth am Main besichtigt werden.

## Geschichte
„Schelche“ heißen die Boote auf dem Mainabschnitt von Wertheim / Marktheidenfeld (dort liegt die Bezeichnungsgrenze) flussaufwärts; flussabwärts bis zur Mündung spricht man in der Regel von „Nachen“. Neben den Schelchen waren auf dem Main auch die Frankensauen üblich.
Ein Untertyp der Schelche ist der sogenannte Wernerschelch, der durch ein langes Handruder gesteuert wurde. Dieses Handruder war in einer Gabel am Heck befestigt. Ein weiterer Untertyp ist der sogenannte Keilschelch. Mit diesem wurde auch der Rhein befahren. Sein Steuerruder wurde durch eine Ruderpinne bewegt, ein ins Ruder eingezapftes Querholz.
Die Gemeinde Knetzgau am Main war im 18. und 19. Jahrhundert bekannt für die Herstellung derartiger Kähne. Viele Bewohner lebten vom Schiffbau oder als Schiffer und Flößer. Alle Mainschiffer zwischen Lichtenfels und Würzburg benutzten solche Schelche. Beispielsweise wurde Wein aus Leinach über Zellingen und Erlabrunn mit dem „Mainschelch“ nach Würzburg verschifft. Mitte des 19. Jahrhunderts verlor dieses Gewerbe an Bedeutung.